# Ruta de Illinois 203
La Ruta de Illinois 203, y abreviada IL 203 (en inglés: Illinois Route 203) es una carretera estatal estadounidense ubicada en el estado de Illinois. La carretera inicia en el sur desde la Collinsville Road in Fairmont City hacia el norte en la I 270     en Pontoon Beach. La carretera tiene una longitud de 15,3 km (9.51 mi).

## Mantenimiento
Al igual que las autopistas interestatales, y las rutas federales y el resto de carreteras estatales, la Ruta de Illinois 203 es administrada y mantenida por el Departamento de Transporte de Illinois por sus siglas en inglés IDOT.